# Раковски (община)
Раковски (болг. Община Раковски) — община в Болгарии. Входит в состав Пловдивской области. Население составляет 29 039 человек (на 21.07.05 г.).

## Состав общины
В состав общины входят следующие населённые пункты:
1. Белозем
2. Болярино
3. Момино-Село
4. Раковски
5. Стряма
6. Чалыкови
7. Шишманци

## Религия
На территории общины Раковски есть четыре католических храма — три в городе Раковски и один в селе Белозем, три католических монастыря — францисканкий (женский), бенедиктинский (женский) и монастырь святого Максимилиана Кольбе (мужской), и пять православных храмов — в Белоземе, селе Шишманци, селе Болярино, селе Чалыкови и селе Момино-Село. Строится православный храм и в селе Стряма.